# Costa di Re Federico VI
La Costa di Re Federico VI è un territorio della Groenlandia dedicato a re Federico VI di Danimarca. Si estende dal Pikiutdleq a nord al Prins Christians Sund a sud e al Capo Farvel, estrema punta meridionale della Groenlandia; è situata quasi interamente nel comune di Sermersooq, tranne una piccola porzione a sud appartenente al comune di Kujalleq. Si affaccia sull'Oceano Atlantico e confina a nord con la Terra di Re Cristiano IX; in questo territorio si trovano alcune isole, come Skjoldungen e Timmiarmiut, lo stretto di Prins Christians Sund, dei fiordi, come il Gyldenløves, il Bernstorffs, il Danells e il Lindenows, e dei capi, come il Capo Møsting e il Capo Cort Adelaer.